# Fontana dell'Amenano
La fontana dell'Amenano è una fontana ubicata a Catania, sul lato sud di piazza del Duomo, di fronte al palazzo degli Elefanti e accanto al palazzo del Seminario dei Chierici.

## Storia
La fontana, scolpita nel 1867 dal maestro napoletano Tito Angelini in marmo di Carrara, rappresenta il fiume Amenano come un giovane che tiene una cornucopia dalla quale fuoriesce dell'acqua che si versa in una vasca dal bordo bombato. L'acqua, tracimando da questa vasca, produce un effetto cascata che dà la sensazione di un lenzuolo. Da qui il modo di dire in siciliano "acqua a linzolu" per indicare la fontana.
L'acqua che cade dalla vasca si riversa nel fiume sottostante, che scorre ad un livello di circa due metri sotto la piazza.
Alle spalle della fontana, una scalinata in pietra lavica conduce all'antico mercato cittadino della Pescheria.

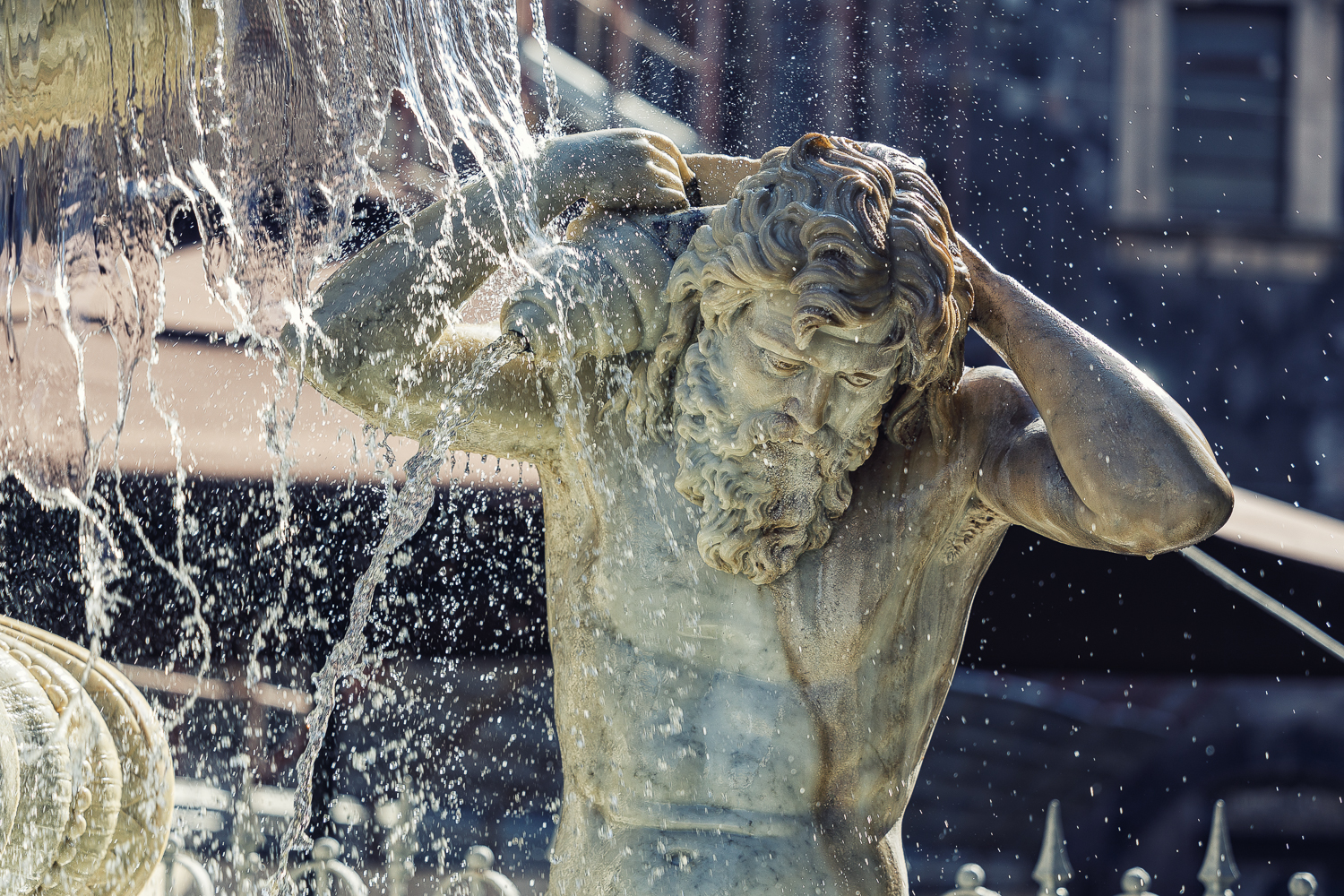
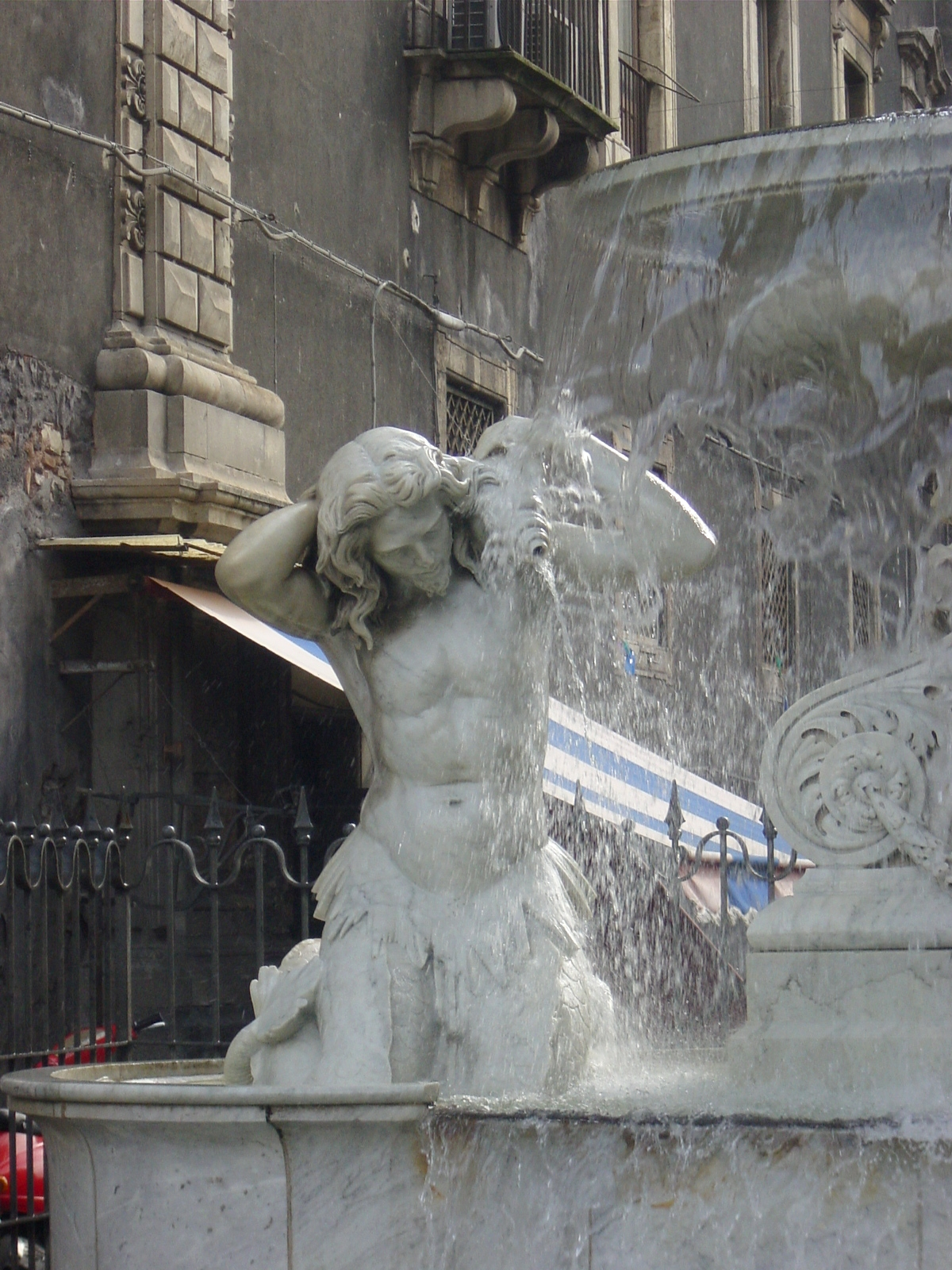
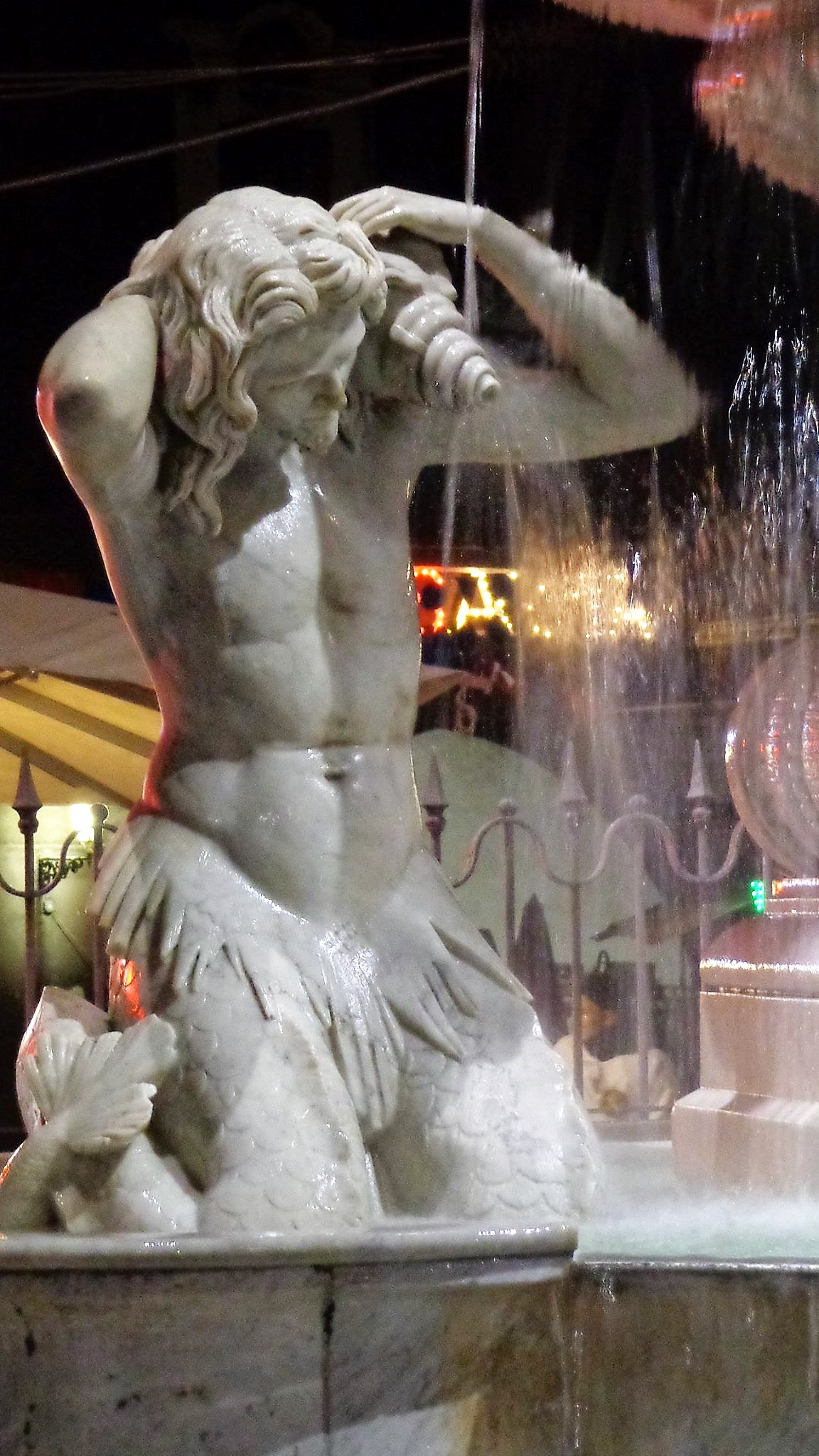
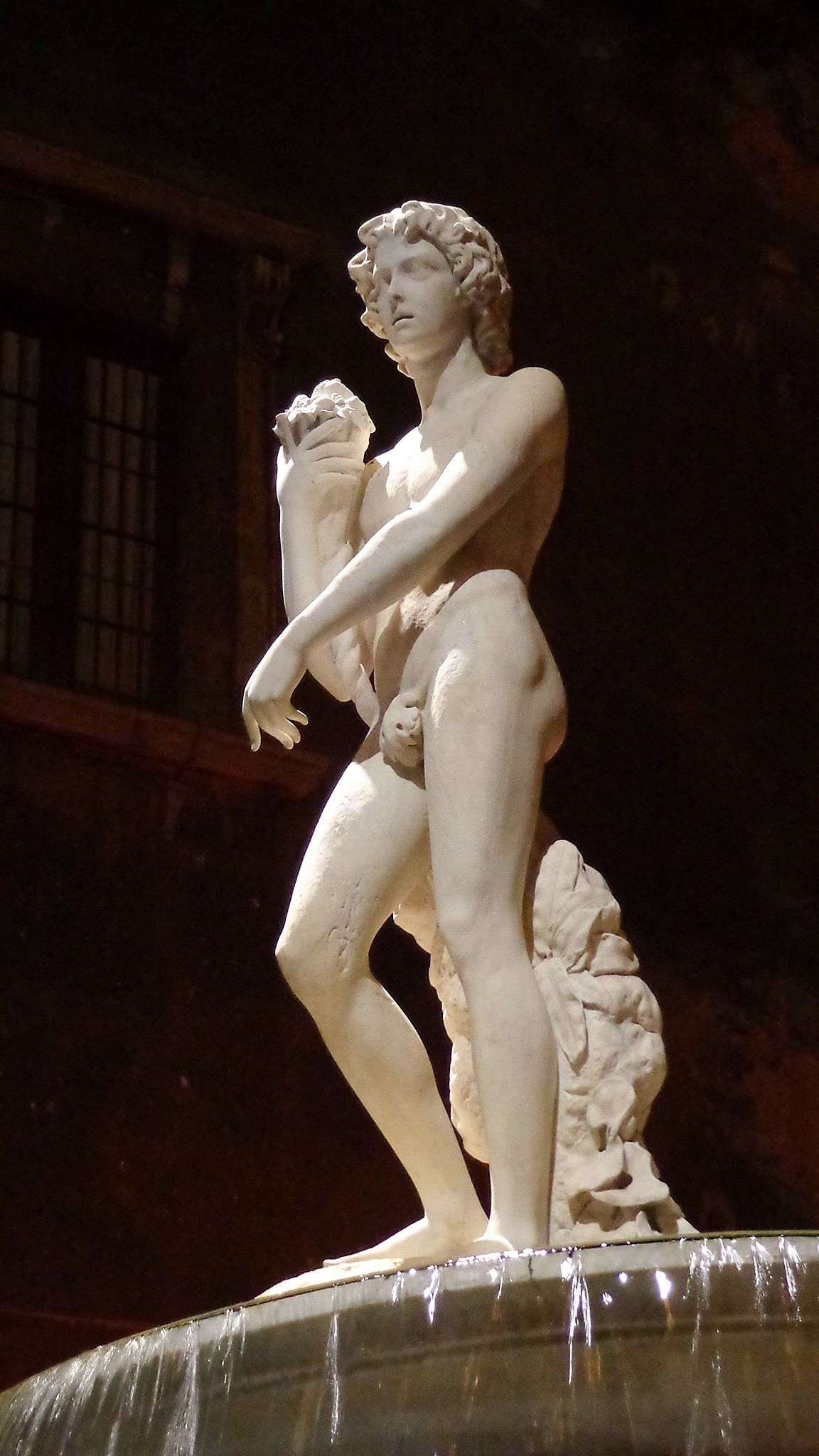
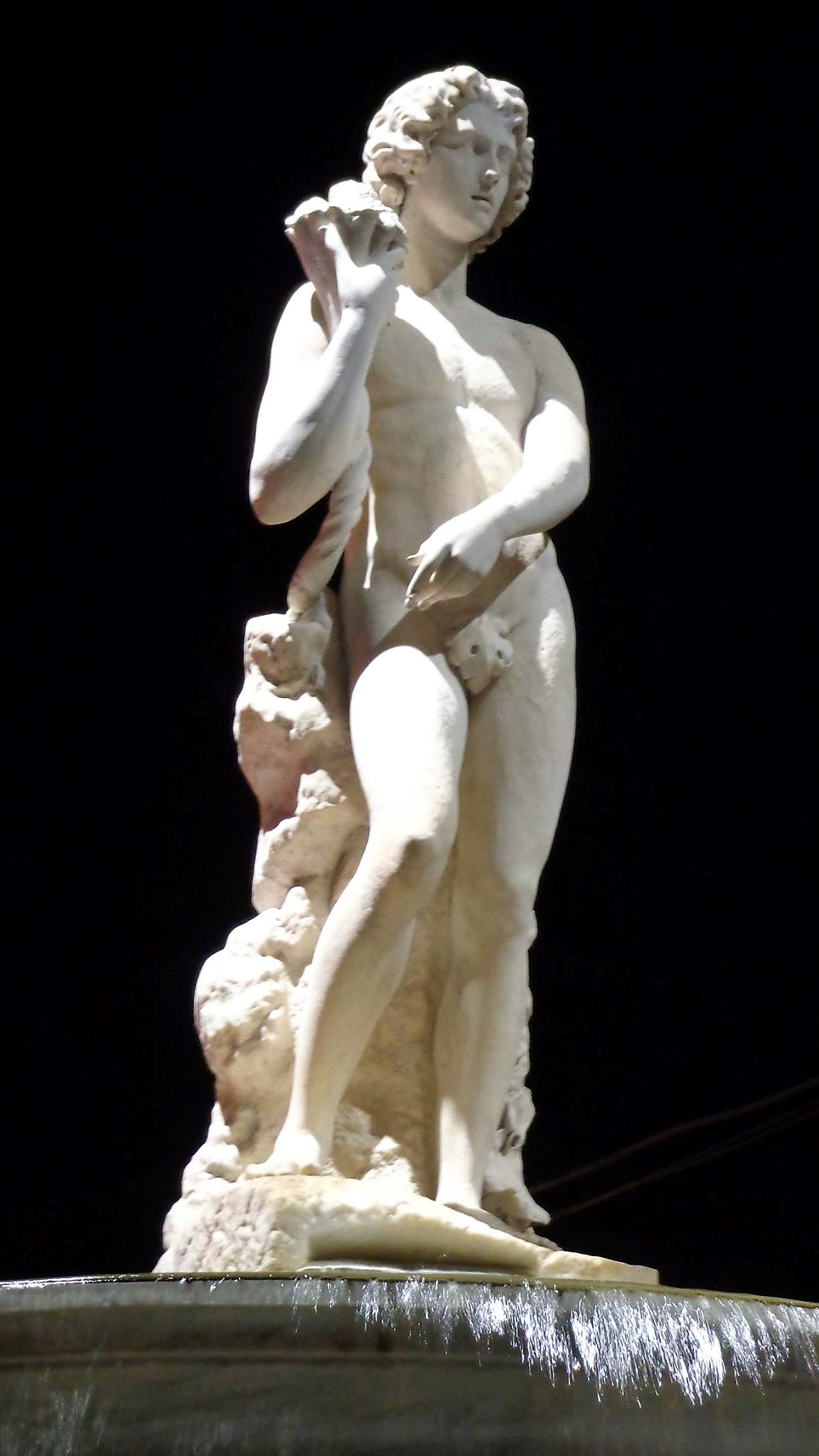
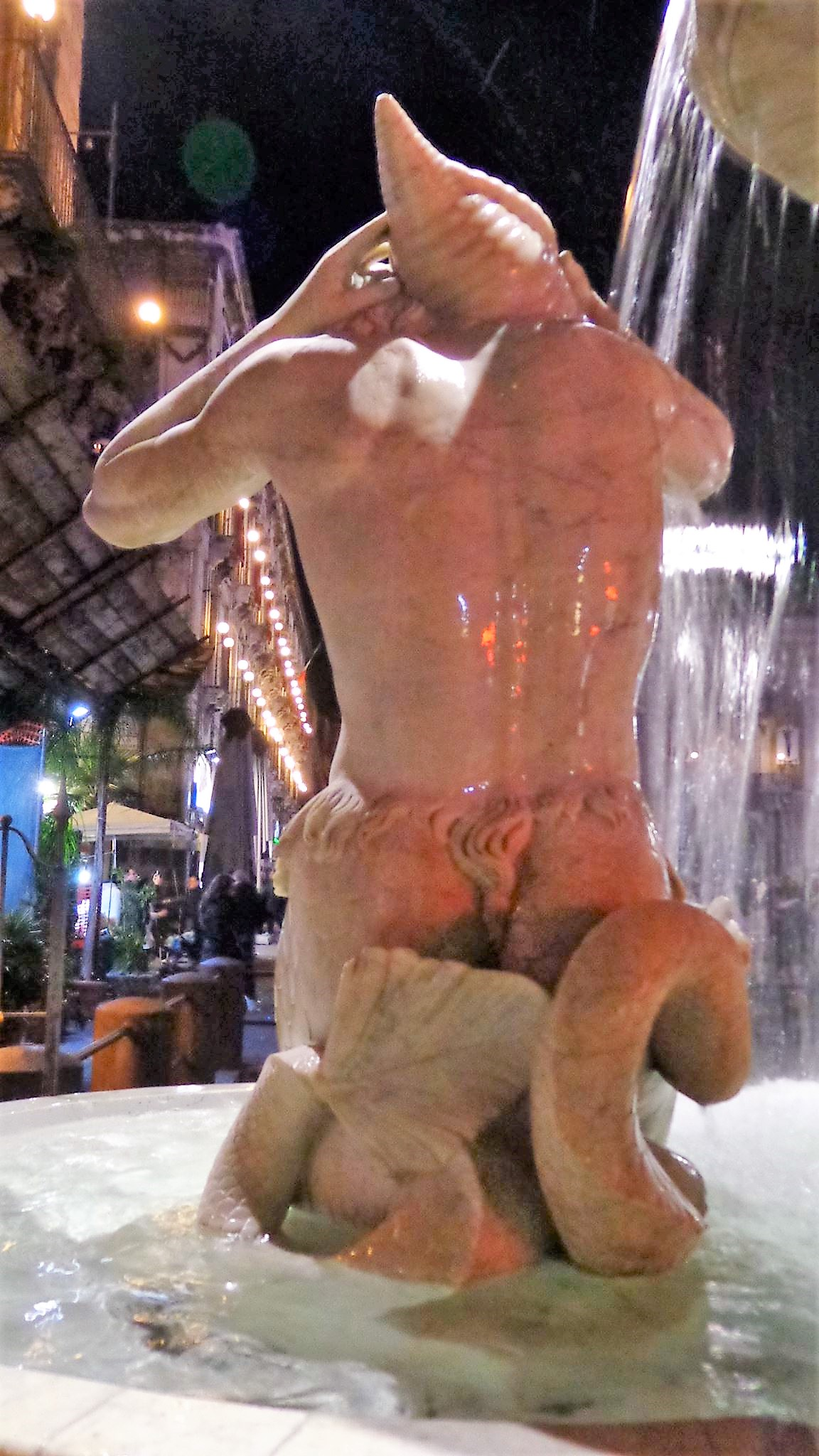
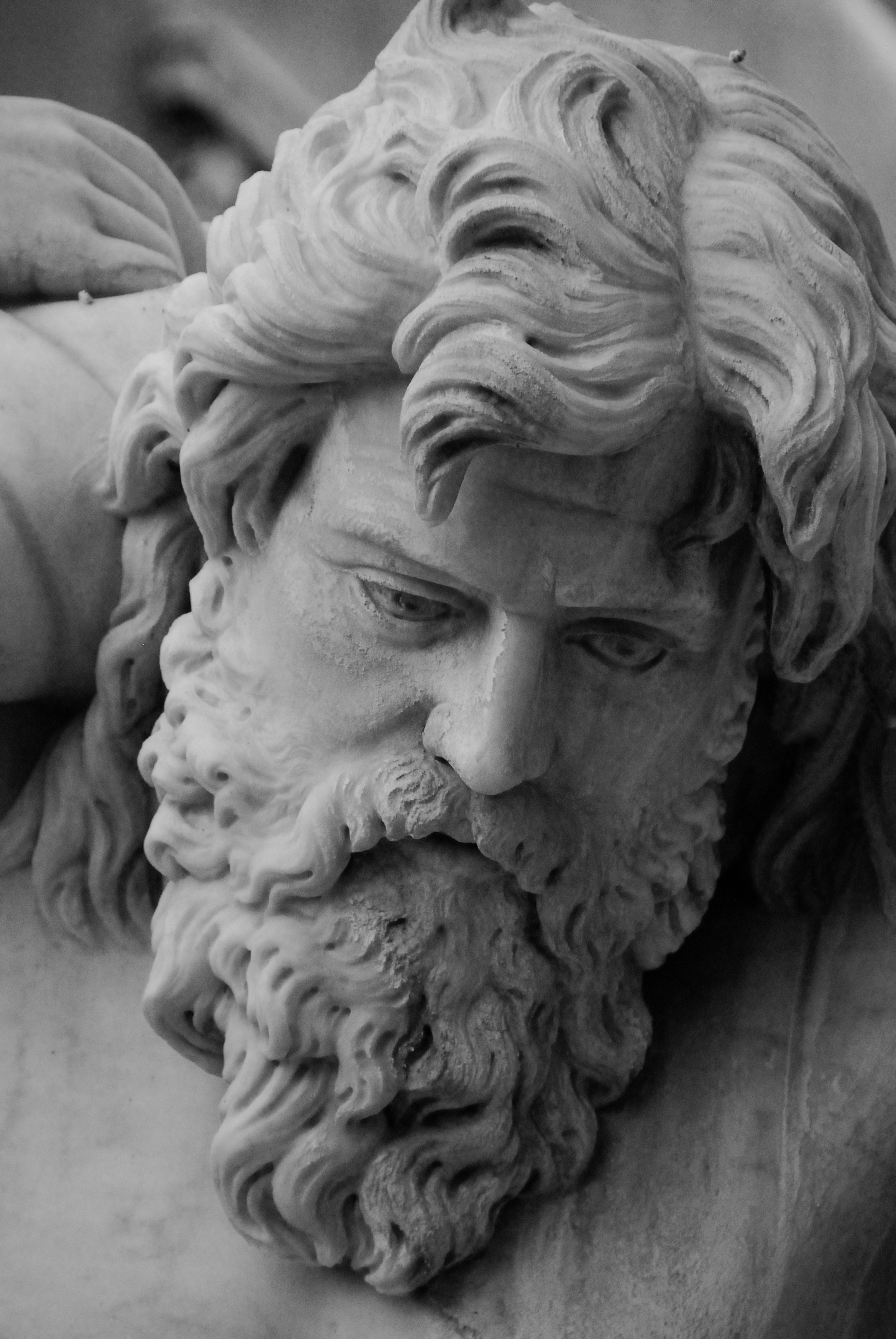
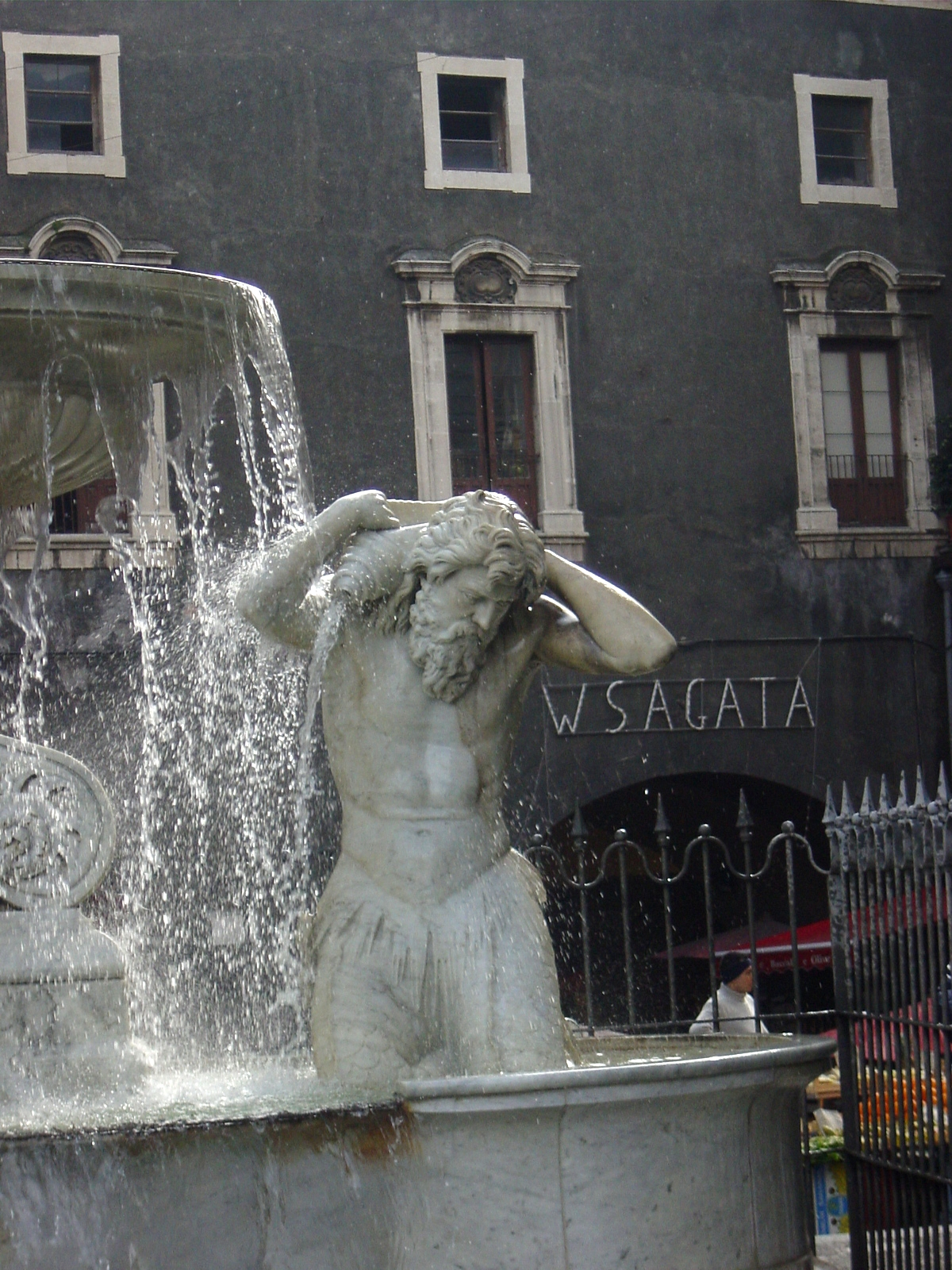